# Over Silton
Over Silton est un village et une paroisse civile du Yorkshire du Nord, en Angleterre.